# Regeringskrisen i Sverige 2014

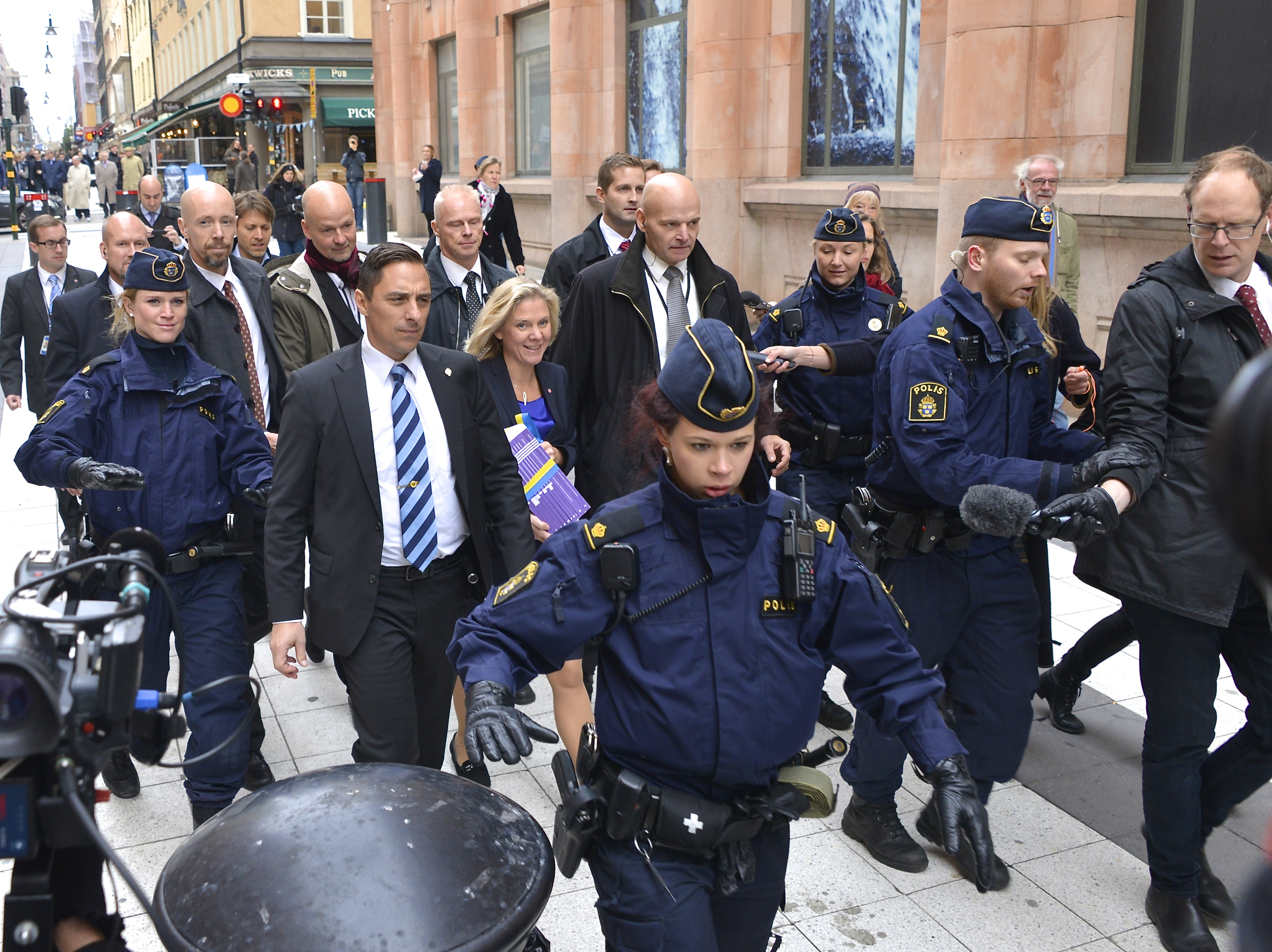
Budgetpromenaden 23 oktober 2014 inför finansminister Magdalena Anderssons överlämnande av regeringens budgetproposition till riksdagen.

Regeringskrisen i Sverige 2014 inleddes den 2 december 2014, efter att Sverigedemokraterna hade meddelat att partiet avsåg att rösta för Alliansens budgetförslag. En sådan röstning skulle leda till att regeringens budgetproposition skulle fällas den 3 december. Statsminister Stefan Löfven förklarade att regeringen avsåg att den 29 december utlysa extra val den 22 mars 2015. Den 27 december träffade dock regeringen och oppositionspartierna i Alliansen den så kallade decemberöverenskommelsen, enligt vilken partierna bland annat lovade att underlätta för minoritetsregeringar att få igenom sin budget i riksdagen. Samtidigt gav statsministern besked om att regeringen inte hade för avsikt att utlysa extra val.
Detta var den första regeringskrisen i Sverige efter regeringen Carlssons avgång 1990. Det i början av december aviserade extra valet, skulle ha blivit det första extra valet efter andrakammarvalet 1958 efter ATP-omröstningen. Att en budgetproposition röstades ned i sin helhet i riksdagen hade aldrig hänt i modern tid.

## Bakgrund
Resultatet av riksdagsvalet i september 2014 innebar en parlamentarisk situation där Socialdemokraterna, Miljöpartiet och Vänsterpartiet tillsammans blev större än de fyra borgerliga allianspartierna, men ändå var i minoritet. Sverigedemokraterna ökade sin representation och blev det tredje största partiet i riksdagen, vilket innebar att partiet förstärkte sin vågmästarroll. Samtliga övriga partier gjorde utfästelser att inte samarbeta med Sverigedemokraterna.
Stefan Löfven bildade efter valet en minoritetsregering bestående av Socialdemokraterna och Miljöpartiet. Detta efter att det fyra Allianspartierna och Vänsterpartiet lagt ned sina röster och därmed släppt fram Löfven (132 ja, 49 nej och 154 avstår). Traditionellt har blocken röstat nej till varandra, men det större blocket har då ändå vunnit. Denna gång ville Alliansen inte låta Sverigedemokraterna få inflytande så man släppte fram den överenskomna statsministern.
Inför sin första budgetproposition gjorde regeringen en överenskommelse med Vänsterpartiet, efter att Centern och Folkpartiet tackat nej till samarbetsinviter. Alliansen och Sverigedemokraterna lade fram sina respektive motförslag.
Det rådde osäkerhet om hur Sverigedemokraterna skulle rösta i en slutomröstning mellan huvudalternativen. Inför omröstningen hade statsminister Stefan Löfven meddelat att han inte tänkte regera på basis av annat än regeringens förslag till budget.

## Krisens inledning
Sverigedemokraterna meddelade den 2 december 2014 att partiet hade för avsikt att "försöka fälla varje regering och budgetproposition som ger stöd för ökad invandring och som ger Miljöpartiet ett avgörande inflytande över migrationspolitiken", och att de avsåg att stödja Alliansens budgetförslag vid en trolig slutomröstning med regeringens förslag mot allianspartiernas. Därmed uppstod regeringskris. Regeringens och alliansens budgetar var dock likvärdiga gällande fördelningen till migrationsärenden.[källa behövs]
Samma kväll höll statsministern ett krismöte med företrädare för allianspartierna, som förklarade sig ovilliga att omförhandla. Vid budgetomröstningen den 3 december fick i slutomröstningen Alliansens reservation 182 röster mot 153 för regeringspropositionen, varför regeringens förslag föll. Alliansens budget kom därför att gälla för 2015, och regeringen kunde endast föreslå justeringar inom de beslutade ramarna i vårbudgeten.
På en presskonferens kort efter omröstningen aviserade statsminister Stefan Löfven att han avsåg att utlysa extra val vid det första datum, när så skulle kunna ske, det vill säga den 29 december 2014. Han informerade också om att detta val då skulle hållas den 22 mars 2015.
Som alternativ till att utlysa extra val hade Löfven även haft möjlighet att avgå, men riskerade då att talmannen hade bett moderaternas partiledare att bilda regering.

## Aviserat extra val 2015
Statsminister Stefan Löfven meddelade vid en presskonferens den 3 december 2014 att han avsåg att den 29 december utlysa ett extra riksdagsval, med anledning av att regeringen samma dag inte uppnått majoritet för sitt förslag till budget för 2015. Det extra valet till riksdagen planerades till söndagen den 22 mars 2015.
Om valet hade genomförts, hade det blivit det första extra val som hållits i Sverige sedan 1958.
Den 27 december 2014 meddelade statsministern att planerna hade avskrivits.

### Påbörjad valrörelse
I utspel av Stefan Löfven i december 2014 framkom att grunden för Socialdemokraternas valmanifest var tänkt att bli de rödgröna partiernas gemensamma budgetförslag, och kritiken av Alliansens budget. Socialdemokraterna sade sig ha för avsikt att gå till val på egen politik utan koalitionspartnern Miljöpartiet, men att man "inte ändrade kursen 180 grader från partiernas gemensamma politik".
De rödgrönas budgetförslag innebar lägre skatt för pensionärer, höjda lärarlöner, nya utbildningsplatser, mer personal i skolan och äldreomsorgen, höjt tak i a-kassan och ökat försvar. De föreslog även avskaffat avdrag för läxhjälp, höjda skatter för höginkomsttagare och arbetande pensionärer, höjda miljöskatter och höjd arbetsgivaravgift för unga. Alliansen föreslog fler karriärtjänster för lärare, tioårig grundskola, mer matematik på högstadiet samt satsningar på vägar och bostadsbyggande.
Alliansens och de rödgrönas budgetar för 2015 var likvärdiga gällande ökade utgifter för migration till följd av förväntade ökade flyktingströmmar, medan Sverigedemokraternas budget begränsade dessa utgifter.
Göran Hägglund presenterade i december 2014 kristdemokraternas tre förslag till ändrad migrationspolitik:
- uppehållstillstånd till flyktingar tidsbegränsas i tre år och kan därefter omprövas i syfte att färre ska söka sig till Sverige och fler till Sveriges grannländer som redan tillämpar tidsbegränsade uppehållstillstånd.
- sänkt etableringsersättning för att minska statens kostnader för flyktingmottagning.
- sänkt inkomstskatt för nyanlända i syfte att uppmuntra jobbsökande.

## Decemberöverenskommelsen
På en presskonferens den 27 december 2014 meddelade ledarna för regeringspartierna och oppositionspartierna i Alliansen att en överenskommelse hade träffats, som partierna kallade decemberöverenskommelsen. Målet med överenskommelsen var att möjliggöra för minoritetsregeringar att styra landet enligt sitt eget budgetförslag, men att de fortfarande måste göra uppgörelser med andra partier om andra frågor. Utanför överenskommelsen stod de båda riksdagspartierna Vänsterpartiet och Sverigedemokraterna. Stefan Löfven meddelade också under presskonferensen, att regeringen på grund av denna överenskommelse avskrivit planerna på att utlysa extra val. Därmed var regeringskrisen över.

## Debatt
Före överenskommelsen den 27 december diskuterades flera alternativ för hur framtida regeringskriser skulle kunna undvikas:
- Riksdagsmajoritet kan uppnås för regeringars budgetförslag, genom att släppa blockpolitiken och göra uppgörelser mellan blocken, mellan mittenpartier, eller mellan moderater och socialdemokrater.[23][24][25]
- Riksdagsmajoritet kan uppnås genom uppgörelser mellan ett block och Sverigedemokraterna,[26][27] något som emellertid bedöms som osannolikt att det ska ske på riksdagsnivå.[28]
- Budgetreglerna kan ändras så att det budgetförslag som får störst stöd i riksdagen vinner, även om det inte har stöd av majoriteten, istället för att ha en slutomröstning mellan de två förslag som fick mest stöd i första delomröstningen.[29]

## Bildgalleri

### Överläggningar mellan regeringen och allianspartierna den 2 december 2014

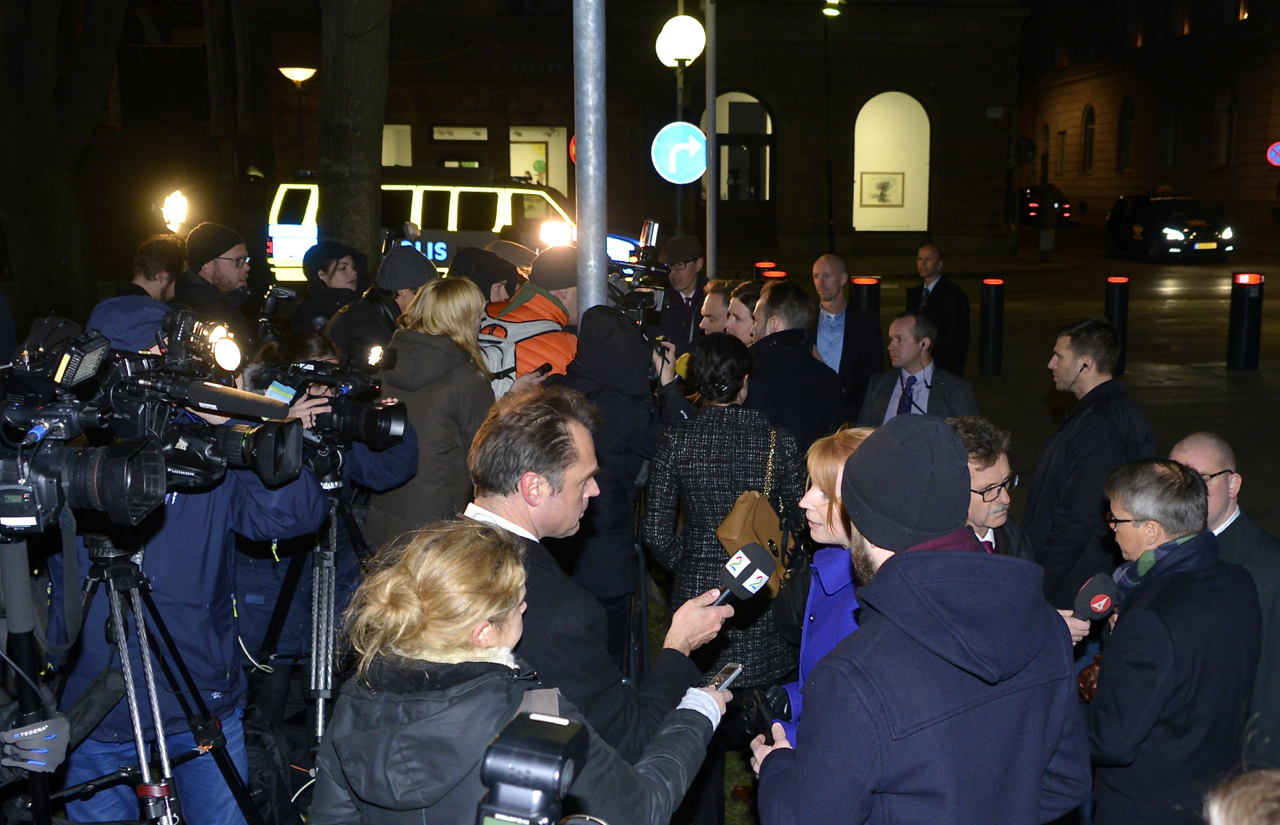
Utanför Rosenbad, inför statsministerns krismöte med ledare för allianspartierna kvällen den 2 dec 2014.
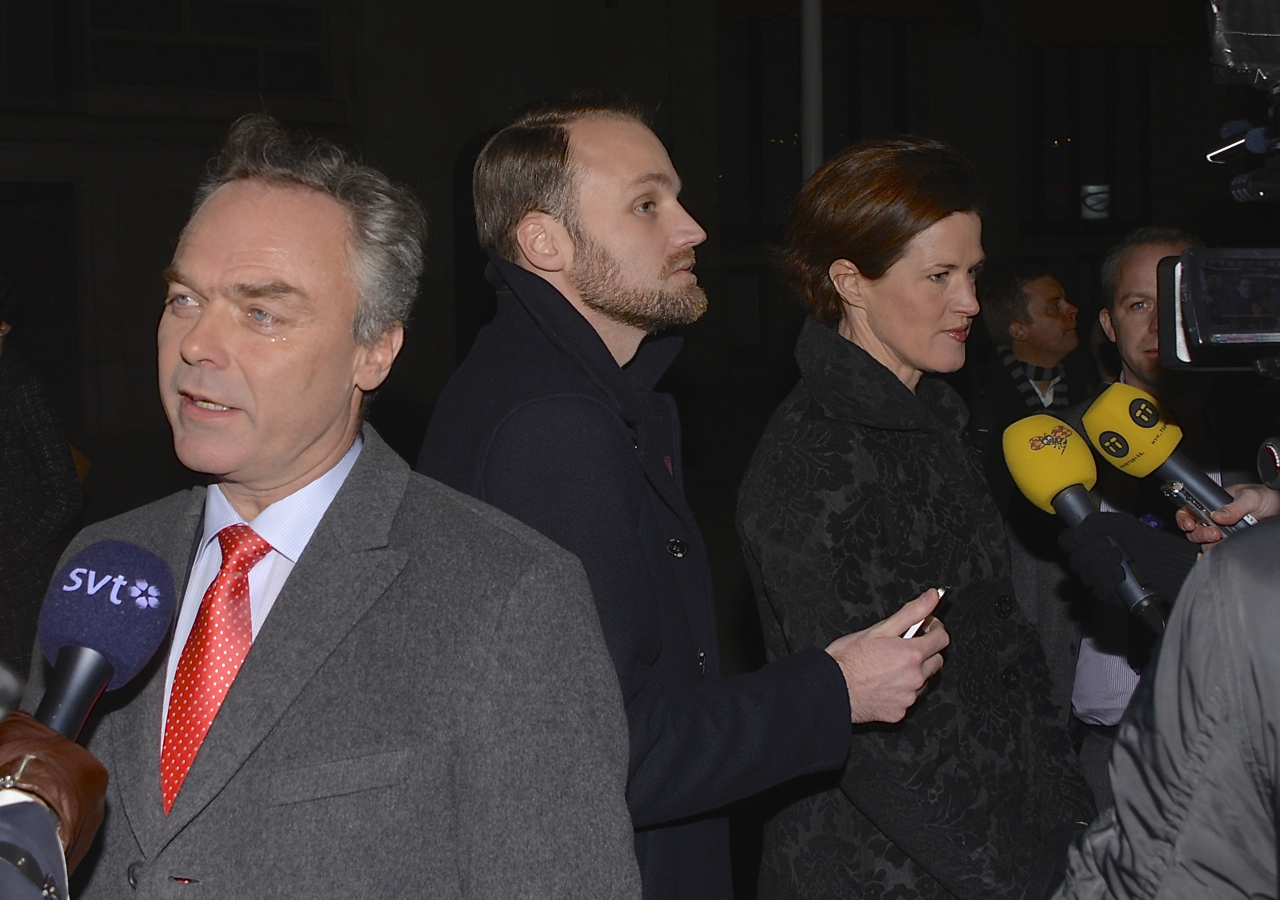
Folkpartiets ordförande Jan Björklund och Moderaternas gruppledare Anna Kinberg Batra utanför Rosenbad.
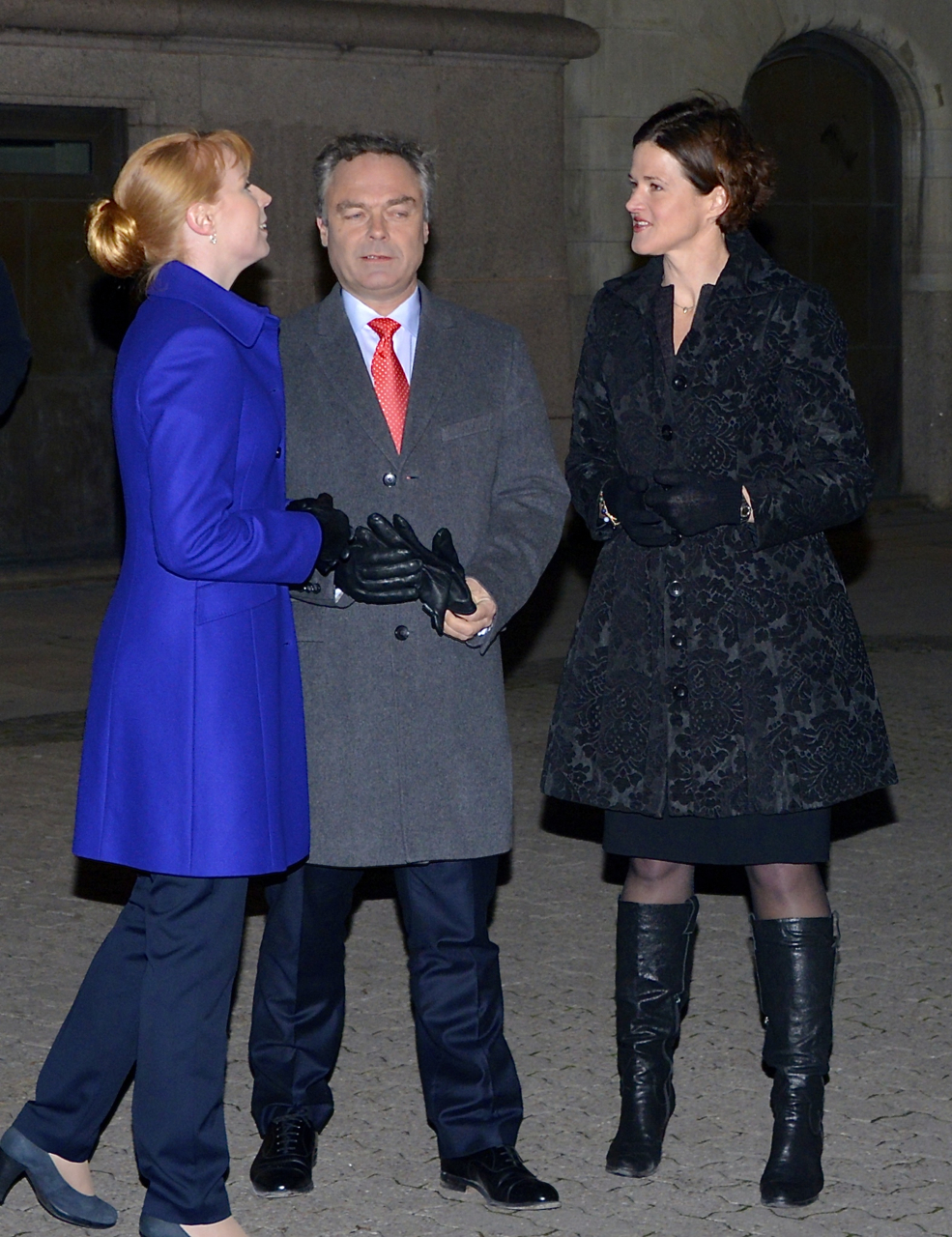
Centerpartiets ordförande Annie Lööf, Folkpartiets ordförande Jan Björklund och Moderaternas gruppledare Anna Kinberg Batra.

### Budgetomröstningen i riksdagen den 3 december 2014

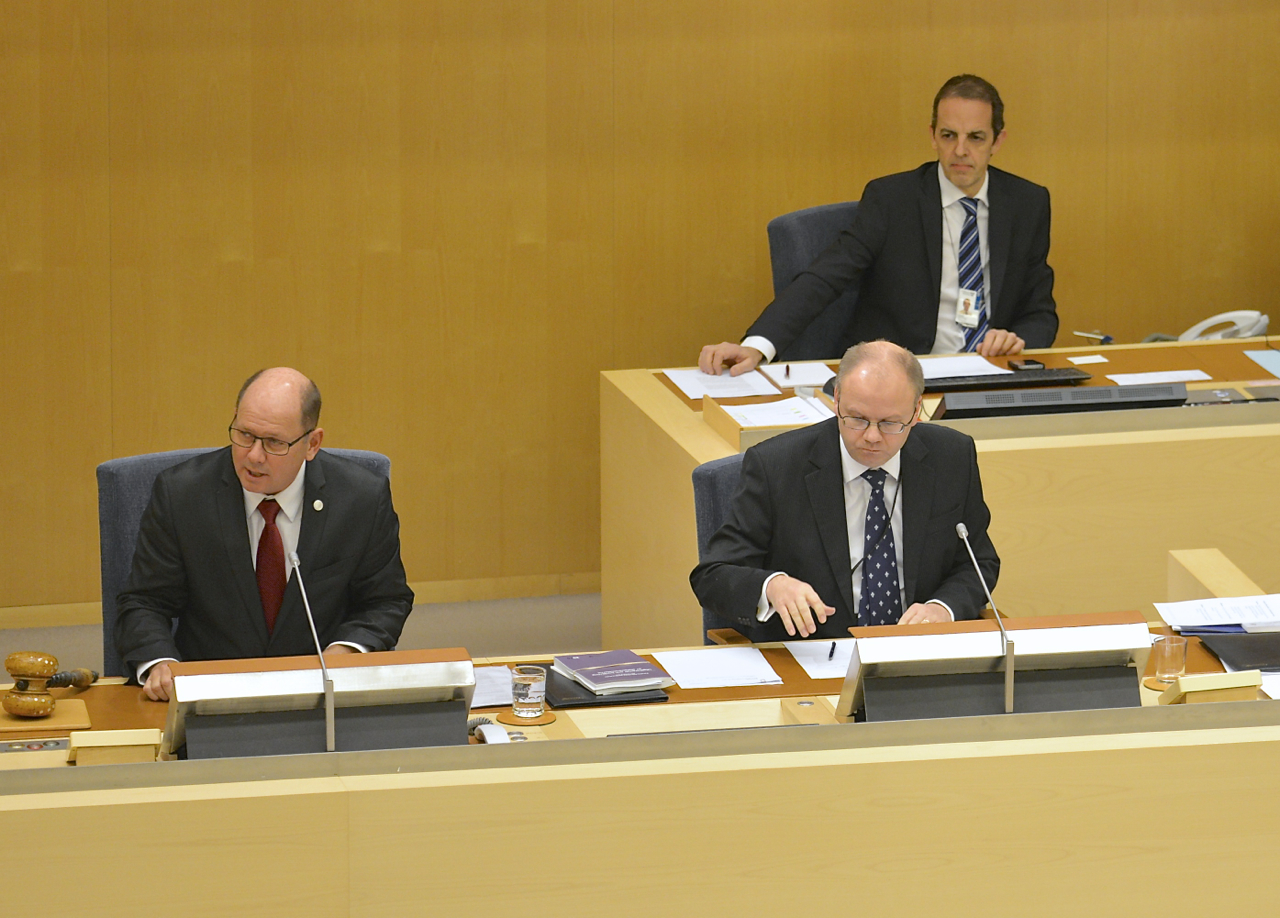
Talman Urban Ahlin (till vänster).
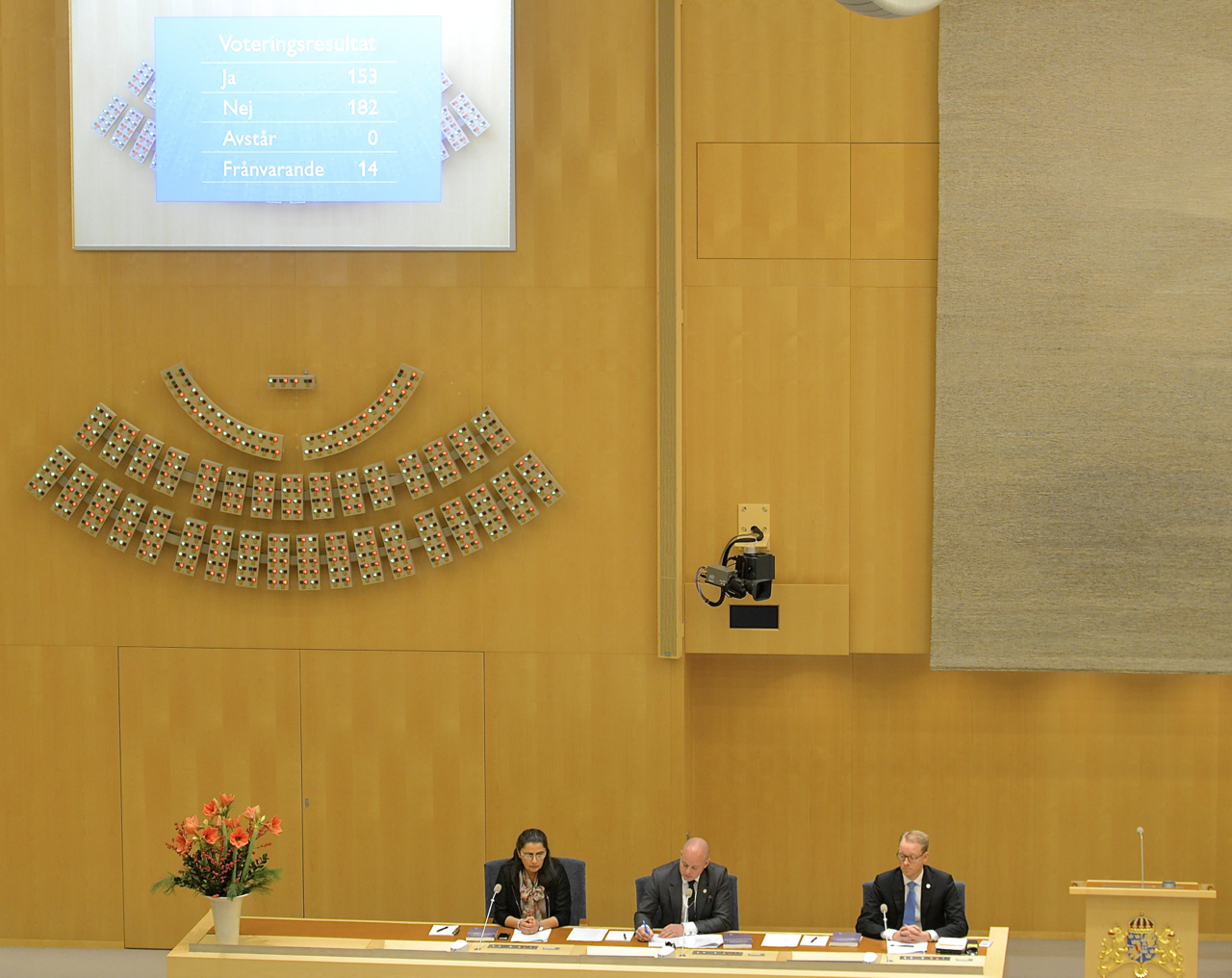
Vice talmännen Esabelle Dingizian, Björn Söder och Tobias Billström under voteringstavlan under pågående budgetomröstning.
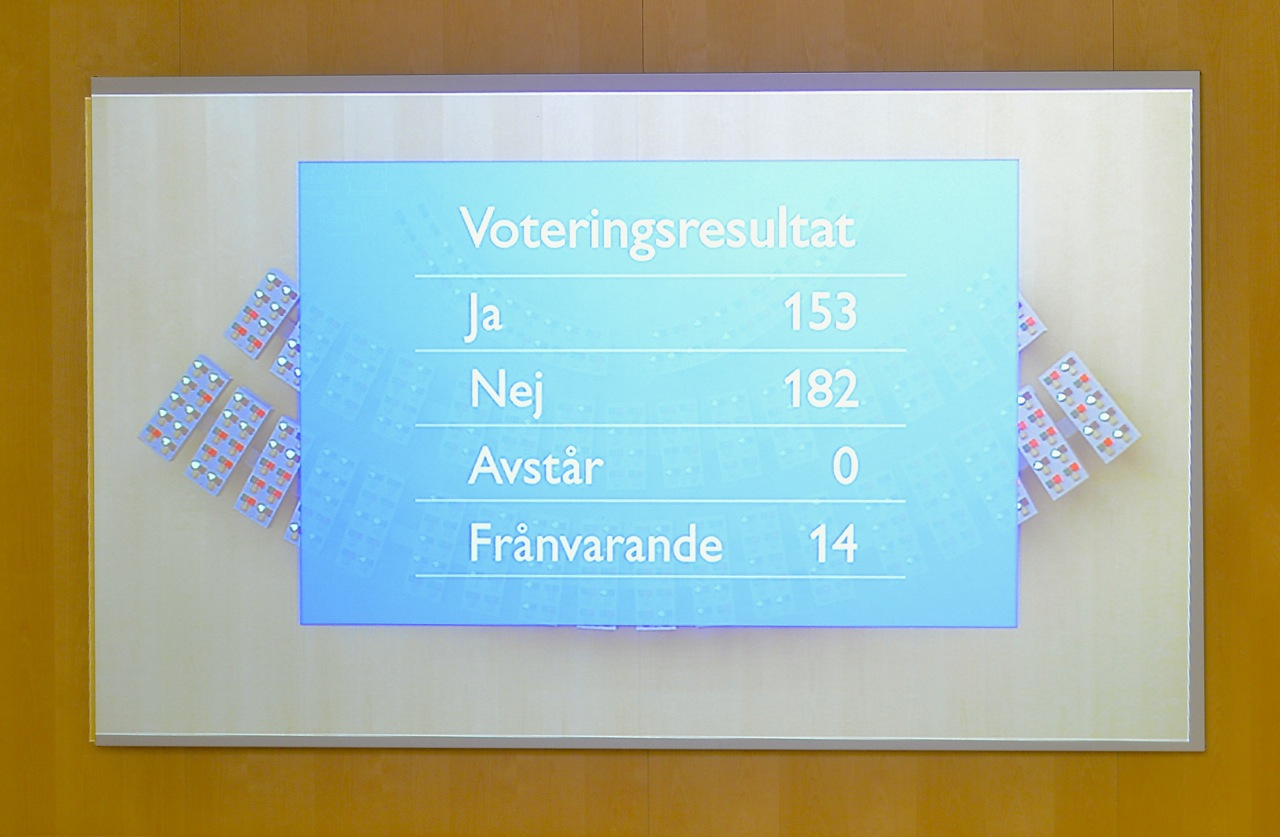
Voteringstavlan efter omröstning med 182 nej-röster och 153 ja-röster.